# Druxberge
Druxberge is een plaats en voormalige gemeente in de Duitse deelstaat Saksen-Anhalt en maakt deel uit van de gemeente Eilsleben in de Landkreis Börde.
Druxberge telt 408 inwoners.